# 진 슈림프턴
진 슈림프턴(Jean Shrimpton, 1942년 11월 6일 ~ )은 잉글랜드의 모델이다. 스윙잉 런던(Swinging London)의 대명사였고, 세계적인 패션 모델 중 한 명이였다. 2012년 타임지 선정, 역사상 가장 영향력 있는 패션아이콘 100명 중 1명으로 선정됐다.